# Burhanuddin al-Helmy
Datuk Seri Dr. Burhanuddin bin Muhammad Nur al-Hilmi, conocido comúnmente como Burhanuddin al-Helmy (n. Kota Bharu, 1911-f. Taiping, 6 de noviembre de 1969) fue un político malayo, presidente del Partido Islámico Panmalayo entre 1956 y 1969, y líder de la oposición de Malasia desde la independencia de su país hasta 1964.

## Biografía
Burhanuddin nació en Kota Bharu, Perak, en 1911. Su padre, Muhammad Nur, vino de Batu Sangkar, Sumatera Occidental. Estudió en la Universidad Musulmana Aligarh de la India. Después de su regreso de la India, enseñó árabe en Madrasah Aljunied Al-Islamiah, Aljunied, Singapur. Durante su tiempo en Singapur, fue arrestado por los británicos, pero fue rescatado después de una noche por un miembro de la familia Alsagoff. Después de la Segunda Guerra Mundial, Burhanuddin estableció el Partido Nacionalista Malayo. El partido abogó por los derechos de los malayos y propuso una "unión política" con Indonesia.
Burhanuddin asumió la presidencia del Partido Islámico Panmalayo (PAS) en 1956, y ocupó el cargo hasta su muerte en 1969. Ganó el escaño parlamentario de Besut en las elecciones de 1959. El PAS tenía una orientación izquierdista bajo el liderazgo de Burhanuddin: apoyaba a los sindicatos y al anticolonialismo.  Ha sido descrito como un "nacionalista radical y pensador islámico". Ejerció el cargo de Líder de la Oposición Federal hasta que su partido quedó tercero en las elecciones de 1964 detrás del Frente Socialista de los Pueblos Malayos. Su presidencia fue interrumpida por su arresto bajo la Ley de Seguridad Interna en 1965 y su posterior encarcelamiento por un año bajo la acusación de conspirar para derrocar al gobierno de Malasia e instalar a un gobierno títere de Indonesia. Falleció poco después de las elecciones federales de 1969, antes de la unión de su partido al Barisan Nasional y posterior salida.